# Companhia de los Caminhos de Ferro Portugueses de Beira Alta
La Companhia dos Caminhos de Ferro Portugueses de Beira Alta (Compañía Portuguesa de Ferrocarriles de Beira Alta), más conocida como Companhia de Beira Alta, fue una empresa portuguesa, que construyó y explotó la Línea de Beira Alta, en Portugal. Fue formada en 1878, e integrada en la Companhia de los Caminhos de Ferro Portugueses en 1947.

## Historia
En 1901, esta compañía presentó al gobierno una propuesta para un nuevo regulamento de circulación ferroviaria en sus líneas.
A finales de la década de 1920, el ingeniero Duarte Pacheco promovió la adquisición, por el Fondo de Desempleo, de grandes lotes de acciones y obligaciones, que se encontraban en posesión de financieros y especuladores, que tenían influencia en el consejo de administración de la Compañía de Beira Alta y en otras empresas ferroviarias; Duarte Pacheco procuró, de esta forma, iniciar el proceso de nacionalización de las principales operadoras ferroviarias en Portugal.
En 1946, fue firmada la escritura para la transferencia de la concesión de la Línea de Beira Alta, para la Companhia de los Caminhos de Ferro Portugueses; la explotación se inició el 1 de enero del año siguiente.